# Физичка хемија
Физикална хемија или физичка хемија је настала обједињавањем знања из физике, хемије, термодинамике и квантне механике да би се опажене макроскопске појаве описале на атомском и молекулском нивоу, дакле, физикална хемија се бави везом између микроскопских и макроскопских особина материје. Нпр., величина молекула у течности се може одредити на основу мерења њеног индекса преламања и густине, или на основу топлотног капацитета и површинског напона.
Физичка хемија, за разлику од хемијске физике, је предоминантно (мада не увек) макроскопска или супра-молекуларна наука. Већина принципа на којима је физичка хемија заснована су концепти везани за масе, пре него за саме молекуларне/атомске структуре. На пример, хемијска равнотежа, и колоиди.
Неки од односа које физичка хемија настоји да реши укључују ефекте:
- Интермолекуларних сила које производе физичка својства материјала (пластичност,[2][3][4][5][6] затезна чврстоћа,[7] површински напон[8] у течностима).
- Реакционе кинетике на брзину реакције.[9][10]
- Идентитета јона и електричне проводности на материјале.
- Површинске хемије и електрохемије мембрана.[11]
- Интеракције једног тела са другим у смислу количине топлоте и рада, што је област термодинамике.[12]
- Трансфера топлоте између хемијског система и његовог окружења током промене фазе, или током хемијске реакције, то је област термохемије[13]
- Изучавање колигативних својства броја врста присутних у раствору.[14]
- Успостављање корелација између броја фаза, броја компоненти и броја степена слободе уз помоћ правила фаза.[15]
- Реакције електрохемијских ћелија.

## Кључни концепти
Кључни концепти физичке хемије се тичу начина на који се чиста физика примењује на хемијске проблеме.
Један од кључних концепата класичне хемије је да се сва хемијска једињења могу описати као групе атома везаних заједно, а хемијске реакције се могу описати као формирање и раскидање тих веза. Предвиђање својстава хемијских једињења полазећи од описа атома и начина на који су они везани, један је од главних циљева физичке хемије. Да би се прецизно описали атоми и везе, неопходно је да се зна где су нуклеуси, и како су електрони распоређени око њих.
Квантна хемија, која је потпоље физичке хемије се бави применом квантне механике на хемијске проблеме. Она пружа оруђа за одређивање јачине и облика веза, начина кретања нуклеуса, и начина на који хемијска једињења апсорбују или емитују светлост. Спектроскопија је сродна поддисциплина физичке хемије која се специфично бави интеракцијама електромагнетне радијације са материјом.
Још једна група важних питања у хемији се тиче врста реакција које се могу спонтано одвијати, као и могућих својстава дате хемијске смеше. Та питања су у области изучавања хемијске термодинамике, која одређује границе квантитета као што је степен до којег се реакција може одвијати, или количина енергије која се може конвертовати у рад у машини са унутрашњим сагоревањем, и која пружа везе између својстава као што су коефицијент термалне експанзије и брзина промене ентропије са притиском за гас или течност. То се често може користити за процену изводивости дизајна реактора или машине, или за проверу валидности експерименталних података. У извесној мери, квази-еквилибријумска и неравнотежна термодинамика могу да опишу иреверзибилне промене. Међутим, класична термодинамика се углавном бави системима у еквилибријуму и реверзибилним променама, а не тиме шта се заправо догоди, или колико брзо, далеко од еквилибријума.
Које реакције се одвијају и којом брзином је предмет хемијске кинетике, још једне гране физичке хемије. Кључна идеја у хемијској кинетици је да би реагенси реаговали и формирали продукте, већина хемијских врста мора да прође кроз прелазна стања која имају вишу енергију него било реактанти или продукти и служе као реакционе баријере. У општем случају, што је виша баријера, то је спорија реакција. Друга идеја је да се већина хемијских реакција одвија као секвенца елементарних реакција, свака од којих са својим сопственим прелазним стањем. Кључна питања у кинетици су како брзина хемијске реакције зависи од температуре и концентрације реактаната и катализатора у реакционој смеши, као и како се катализатори и реакциони услови могу подесити да се оптимизује брзина реакције.
Чињеница да се брзина одвијања хемијске реакције често може специфицирати са само неколико концентрација и температура, без потребе за познавањем свих позиција и брзина молекула у смеши, је специјални случај још једног кључног концепта физичке хемије. То је да у мери у којој инжињер то треба да зна, све што се догађа у смеши са великим бројем честица (можда реда величине Авогадрове константе, 6 x 1023) се често може описати са само неколико променљивих као што су притисак, температура, и концентрација. Прецизни разлози за то су описани у статистичкој механици, специјализованој области физичке хемије која се такође сматра и делом физике. Статистичка механика такође пружа начине да се предвиде својства која се могу уочити у свакодневном животу полазећи од молекуларних својстава без зависности од емпиријских корелација базираних на хемијским сличностима.

## Историја
Према легенди, први физички хемичар је био Архимед када је мерењем густине утврдио да круна његовог владара није од чистог злата.
Темеље модерној физичкој хемији поставили су Аренијус, ван Хоф, Оствалд и Нернст 1890. године. У енглеском говорном подручју пионирским радовима истакао се Гибс који је 1867. објавио чувени чланак „О равнотежи хетерогених супстанци“ ("On the Equilibrium of Heterogeneous Substances") у којем је увео појмове слободне енергије, хемијског потенцијала, правила фаза, основне концепте модерне физичке хемије.
Термин „физичка хемија“ је сковао Михаил Ломоносов 1752. године кад је дао предавање на курсу са насловом "Курс истинске физичке хемије" (руски: „Курс истинной физической химии“) студентима на Петроградском универзитету. У предговору ових предавања он је дао дефиницију: "Физичка хемија је наука која мора да објасни уз помоћ физичких експеримената разлог за оно што се догађа у комплексним телима путем хемијских операција".
Модерна физичка хемија потиче из период између 1860-их и 1880-их са радом на хемијској термодинамици, електролитима у растворима, хемијској кинетици и другим предметима. Једна од прекретница је објављивање Гибсове публикације: On the Equilibrium of Heterogeneous Substances 1876. године. Тај рад је увео неколико темељних концепта у физичкој хемији, као што су Гибсова енергија, хемијски потенцијали, Гибсово правило фаза. Остале прекретнице обухватају накнадно именовање и акредитација енталпије научнику Хејке Камерлинг Онес и макромолекуларних процеса.
Први научни журнал са специфичним фокусом на пољу физичке хемије је био немачки журнал, Zeitschrift für Physikalische Chemie, који су 1887. основали Вилхелм Оствалд и Јакобус Хенрикус ван ’т Хоф. Заједно са Сванте Август Аренијусom, они су били водеће фигуре у физичкој хемији током касног 19. и почетком 20. века. Сва тројица су награђена Нобеловом наградом за хемију у периоду 1901-1909.
Развоји у накнадним декадама обухватају примену статистичке механике на хемијске системе и рад на колоидима и површинској хемији, где је Ирвинг Лангмуир направио многобројне доприносе. Још један важан корак је био развој квантне механике у облику квантне хемије из 1930-их, где је Лајнус Полинг био једно од водећих имена. Теоретски развоји су ишли руку уз руку са развојем експерименталних метода, где су употребе разних форми спектроскопије, као што су инфрацрвена спектроскопија, микроталасна спектроскопија, ЕПР спектроскопија и НМР спектроскопија, вероватно најважнији развоји током 20. века.
Даљи развој у физичкој хемији се може приписати открићима у нуклеарној хемији, посебно у сепарацији изотопа (пре и током Другог светског рата), недавним открићима у астрохемији, као и развојем алгоритама за прорачуне у пољу „адитивних физикохемијских особина“ (практично свих физикохемијских особина, као што су тачка кључања, критична тачка, површински напон, водени напон, итд. - више од 20 особина - може се прецизно израчунати из саме хемијске структуре, независно од тога да ли је молекул синтетисан), и у тој области је концентрисан практични значај савремене физичке хемије.

## Феноменолошка кинетика
Феноменолошка кинетика је експериментално изучавање брзина реакција. Термодинамика даје увид у спонтаност реакције под датим условима, али не пружа информације о брзини којом се реакција одвија. У многим областима примене, реакциона брзина је важан фактор, а не равнотежна својства система. Један интересантан пример је:
дијамант {\displaystyle \rightarrow } графит
На собној температури и атмосферском притиску ова реакција је спонтана, јер је Δμ је негативно. Међутим, брзина реакције на датој температури и притиску је изузетно мала, тако да се реакција практично не одвија.

## Журнали
Неки од журнала који се баве физичком хемијом су:
- (1887)
- (од 1896 као Journal of Physical Chemistry, а преименован је 1997)
- (од 1999, док се раније звао Faraday Transactions са историјом објављивања која датира од 1905)
- [30] (1947)
- [31] (1950)
- [32] (1957)
- [33] (1988)
- Journal of Physical Chemistry B (1997)
- (2000)
- (2007)
- (од 2010, комбинује писма која су раније објављивана у засебним журналима)

Један од старијих журнала који су се бавио хемијом и физиком је Annales de chimie et de physique. Он је започет 1789. године, и објављиван је под тим именом током периода 1815–1914.

## Гране физичке хемије и сродне теме
- Термохемија[34]
- Хемијска кинетика[35][36]
- Квантна хемија[37]
- Електрохемија[38]
- Фотохемија[39]
- Површинска хемија[40]
- Хемија чврстог стања[41]
- Спектроскопија[42][43]
- Биофизичка хемија[44]
- Наука о материјалима[45]
- Физичка органска хемија[46][47]
- Микромеритика[48][49][50][51]